# Boża Wola (województwo podkarpackie)
Boża Wola – wieś w Polsce położona w województwie podkarpackim, w powiecie mieleckim, w gminie Mielec.
| SIMC    | Nazwa | Rodzaj    |
| ------- | ----- | --------- |
| 0655557 | Kąty  | część wsi |

W latach 1954–1959 wieś należała i była siedzibą władz gromady Boża Wola, po jej zniesieniu w gromadzie Podleszany. W latach 1975–1998 miejscowość administracyjnie należała do województwa rzeszowskiego.